# Hyetussa
Hyetussa  (лат.) — род аранеоморфных пауков из подсемейства Amycinae в семействе пауков-скакунов (Salticidae). Все виды этого рада распространены в странах Южной Америки.

## Виды
- Hyetussa aguilari Galiano, 1978 — Перу
- Hyetussa andalgalaensis Galiano, 1976 — Аргентина
- Hyetussa cribrata (Simon, 1901) — Аргентина, Парагвай
- Hyetussa mesopotamica Galiano, 1976 — Аргентина
- Hyetussa secta (Mello-Leitão, 1944) — Аргентина
- Hyetussa simoni Galiano, 1976 — Венесуэла typus